# Doblas
Doblas es una localidad del departamento Atreucó en la provincia de La Pampa, Argentina. Su zona rural se extiende también sobre el departamento Guatraché. Se encuentra en una zona rica en explotación agropecuaria por sus tradicionales recursos de agricultura y ganadería. Desde el año 1999, bajo la Resolución Nro 4.269-D.-99, el Congreso Nacional declaró a la localidad: "Capital Nacional de la apicultura".

## Ubicación
Se encuentra a 83 km al sudeste de la ciudad de Santa Rosa a través de la RN 35 y la RP 18.

## Historia de Doblas

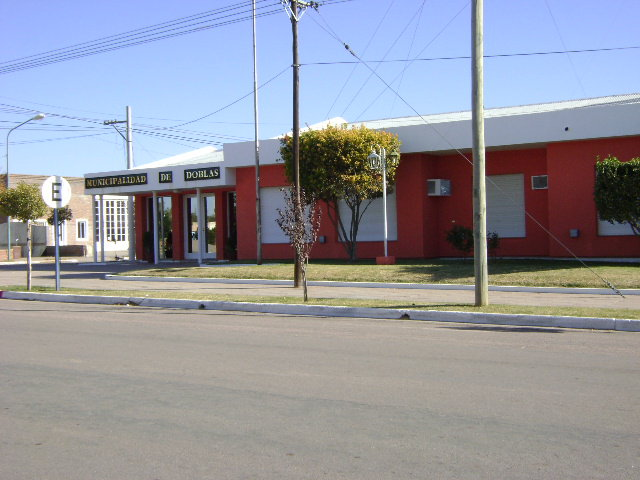
Municipalidad

La historia de Doblas es un relato similar al de la mayoría de los pueblos que vieron la luz en las primeras décadas del 1900. 
El pueblo surgió hacia principios del siglo XX cuando, entre médanos y caldenes, las líneas del ferrocarril fueron tendiendo sus rieles, arrastrando a tierras pampeanas el humo negro del carbón y los recién llegados inmigrantes.
Pero este relato no es el de los primeros habitantes de la zona, La Pampa tiene una historia poco conocida. Años antes, las ondulaciones pampeanas habían sido el paso obligatorio de los primeros habitantes de América del Sur quienes, siguiendo el curso del agua, crearon los asentamientos indígenas de ranqueles y araucanos. Estas poblaciones aborígenes dominaron la región hasta 1873 bajo el mando del Cacique Calfucurá conocido por su bravura en las batallas contra Luis de la Cruz.
Pero, la historia siguió su curso y tanto malón y ahínco no alcanzaron para vencer la campaña de la Conquista del Desierto. Así –cuenta la historia oficial- la civilización venció a la barbarie en la pampa inculta y destruyó a quienes resultaban una amenaza constante para “el progreso” del país. Llegaron entonces la modernidad, la máquina de vapor, los hombres europeos,  y a partir de allí, la historia que ya todos hemos escuchado.
Doblas fundada el 4 de junio de 1911, que a sus tradicionales recursos de agricultura y ganadería agrega el de la forestación, que jerarquiza su campaña. Trigo, centeno, cebada, avena, maíz y sorgo son el sustento de los campos, trabajados con el tesón propio de inmigrantes y sus hijos, que con un sacrificio sin aflojadas, con varias décadas de esfuerzos, de la precariedad llegaron a relativas fortunas. La falta de medios, las tremendas heladas y los calores intensos no mellaron el temple, como tampoco los años malos. El trabajo agro-ganadero comenzó por lo menos un par de años antes de la fundación. Las tierras aptas favorecieron el desarrollo cerealero, recordándose las abundantes cosechas de alrededor de 1920, aunque también la nieve y un temporal que le siguió, que azotaron una amplia zona pampeana a fines de agosto de 1923. Viejos pobladores de Doblas lo traen a la memoria, nieve, luego viento muy frío y lluvia que destrozaron la vida agropecuaria. El foco tormentoso coincidió con el día 30 de agosto y sería común en esa zona el cumplimiento de la tradición acerca de la tormenta de Santa Rosa de Lima.

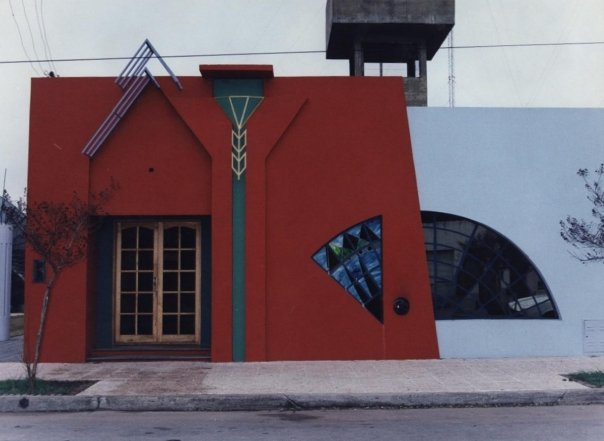
Co.Se.Do Cooperativa de Servicios Públicos de Doblas

El pueblo se llama Doblas en memoria al abuelo de Julio Doblas, su fundador que fue uno de los dueños del establecimiento "La Reforma", en que se construyó la estación del ferrocarril. Los otros fueron Roberto Urquiza y Crispín Navarro. Doblas es una de las puntas de rieles de La Pampa. El antecedente más remoto de la vía en Doblas estuvo en un decreto nacional del 17-12-1907, que creó la estación con el nombre de Doblas, inaugurada medio año después, para ser punto final de la red que en nuestra provincia agrupa a las estaciones de Rolón, Hidalgo (Salinas Grandes), Macachín, Atreucó y Doblas. Los trenes dieron vida a la comunidad, hasta que a Doblas dejaron de llegar, para pasajeros, en 1978.
La estación siempre fue Doblas, aunque muchos no lo recuerden, el pueblo se llamaba Hipólito Yrigoyen. Uno de los antecedentes proviene de 1920. Francisco Lizaso había adquirido tierras y ese año decidió el trazado del pueblo y su loteo. En los avisos para publicar la realización del remate, figura "Pueblo Hipólito Yrigoyen". 
En 1925 se organizó la comisión de fomento, creada por el gobernador Guillermo Moore, que la instituyó como "Comisión de Fomento Estación Doblas, Pueblo Hipólito Yrigoyen". El municipio comenzó a funcionar en 1926 y su primer presidente fue Fulgencio Astrain. 
Desde 1963 se convirtió en municipalidad. Con el golpe de Estado que sufrió el país en 1930, el nombre del expresidente para el pueblo quedó sin efecto, cuando o través de una resolución el gobernador Oscar Gómez Palmés estimó que el nombre de Yrigoyen se había establecido "caprichosamente" y que "no existe razón de ninguna naturaleza que justifique esa denominación", por lo que el pueblo fue desde entonces solamente "Doblas", como se llamaba la Estación.

## Estación ferroviaria Doblas

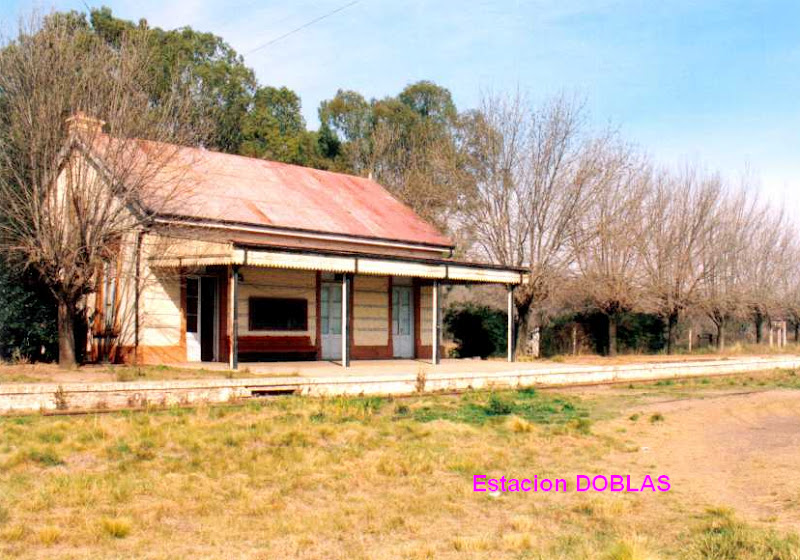
Antigua estación Doblas

La estación Doblas pertenece al Ferrocarril Sarmiento en su ramal que parte de Rivera, hasta esta estación terminal. No presta servicios de pasajeros desde 1978.
Los antecedentes de la línea ferroviaria se remontan a 1887 cuando se autorizó la construcción y explotación de un ferrocarril que conectase a Bahía Blanca con Villa Mercedes en San Luis. El 22 de febrero de 1907 se libró al servicio público el tramo Nueva Roma – Darragueira.
La sección de Rivera a Macachín fue librada al servicio público con carácter provisional el 24 de marzo de 1908 y el tramo de Macachín a Doblas el 10 de junio del mismo año. El 11 de mayo de 1909 el tramo Rivera – Doblas fue librado al servicio público de manera definitiva.

## Población
Cuenta con 1586 habitantes (Indec, 2010), lo que representa un descenso del 5% frente a los 1673 habitantes (Indec, 2001) del censo anterior. Además cuenta con una cantidad menor en el área rural que también pertenece a la localidad.
El censo nacional 2022 arrojó 1770 habitantes y 896 viviendas.
| Gráfica de evolución demográfica de Doblas entre 1991 y 2022 |
|                                                              |
| Fuente: Censos nacionales del INDEC                          |

## Personalidades
De Doblas son oriundos algunas personalidades del ámbito político provincial y nacional, como lo fue la senadora nacional Susana Correché, una de las primeras seis senadoras nacionales luego de la sanción del voto femenino. Así como también, la actual vicegobernadora y presidenta de la Cámara de Diputados de la provincia de La Pampa, Prof. Norma Durango, por los mandatos 2003 a 2007 y desde 2011. Y el diputado nacional (mandato cumplido) Eduardo Enrique Federico Kenny, por el período 2007 a 2011, además de exintendente de la localidad por tres mandatos consecutivos (1995-1999), (1999-2003) y (2003-2007).
Otra personalidad es la modelo, actriz, bailarina y conductora argentina Carolina "Pampita" Ardohain, nacida en General Acha, que vivió allí su infancia antes de partir a Santa Rosa, donde pasó su adolescencia.

## Escudo
La mano emergiendo de la tierra que sostiene la espiga de trigo simbolizan el esfuerzo y el trabajo del Doblense y la riqueza agrícola de la zona. 
La cabeza del vacuno sobre el mapa de la pampa simboliza la otra riqueza la ganadería tan importante para la provincia Las rayas que cubren el mapa hacen referencia a la red comunicacional de la misma. El caldén la flora autóctona.
El sol naciente alubrando el nombre de la ciudad símbolo de vida y esperanza.
La cinta argentina inferior representa su pertenencia a la provincia y a la Nación. 
Su autora es Teresa Pogliano de Flach y fue puesto en vigencia bajo la Ordenanza 2/87 del 12 de febrero de 1987.

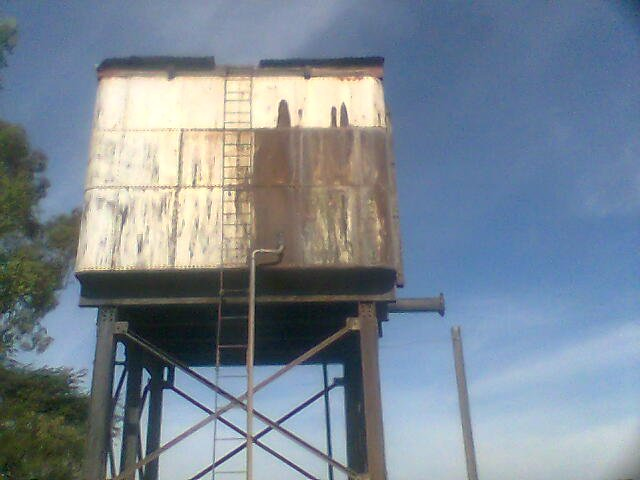
Doblas La Pampa

## Imágenes

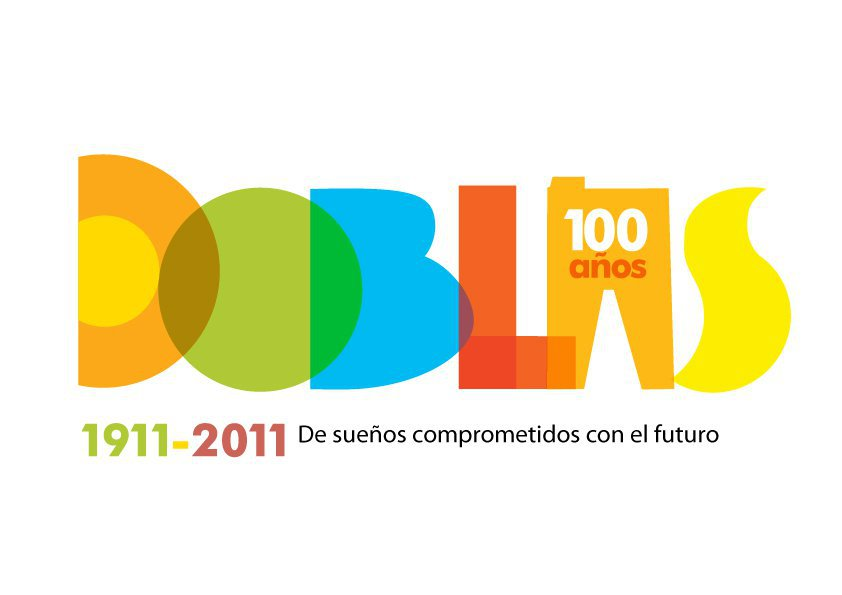
Logo del Centenario de la Fundación de Doblas
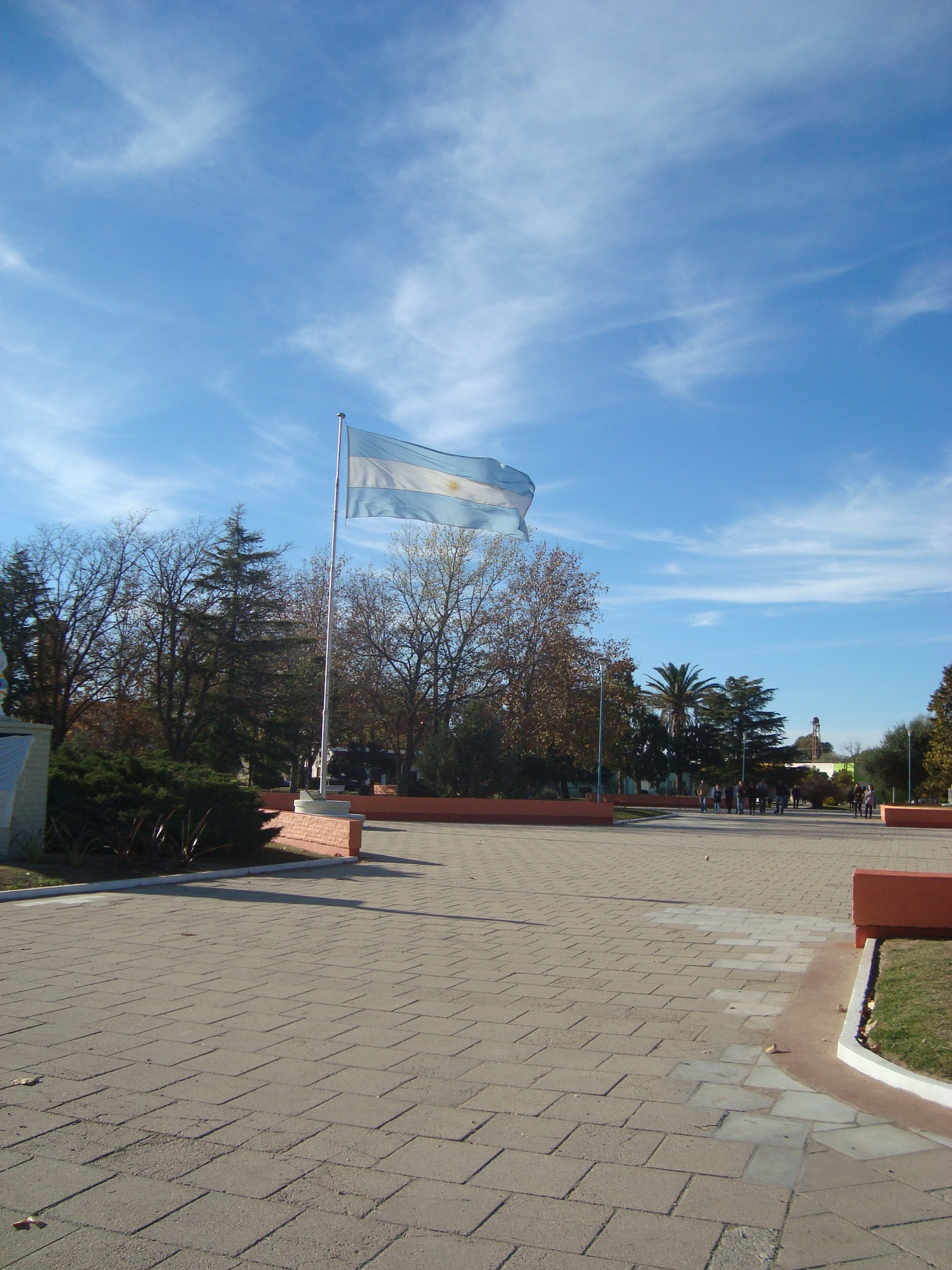
Bandera Argentina flameando en la Plaza San Martín de Doblas
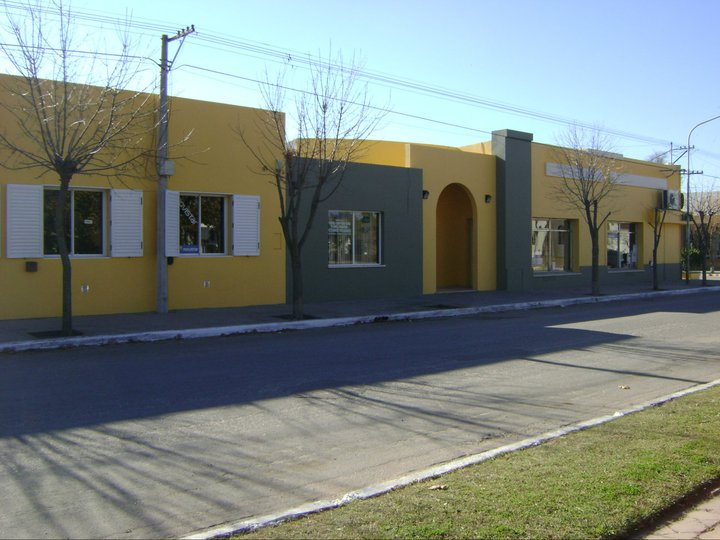
Cooperativa Agropecuaria de Doblas Limitada
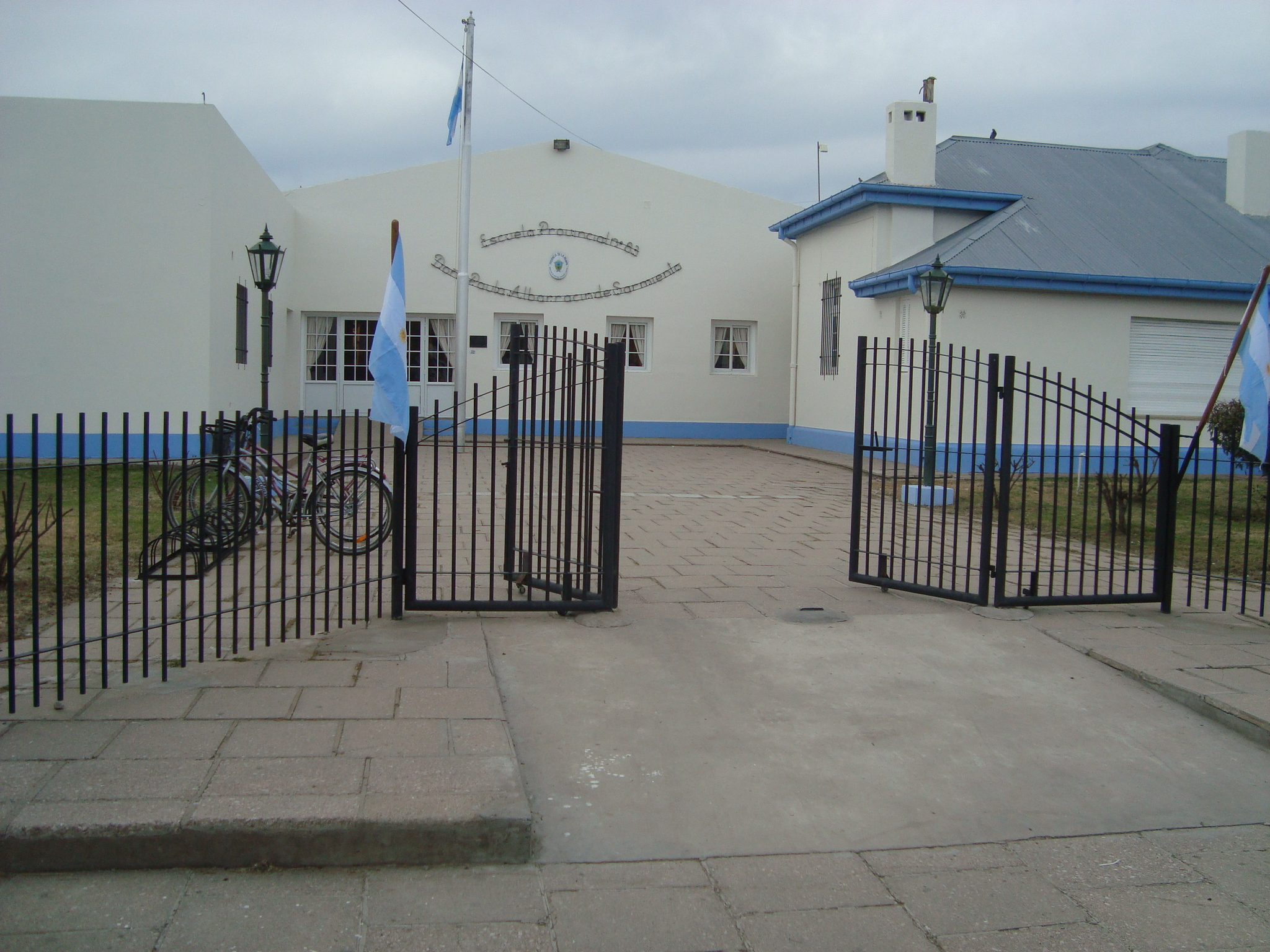
Escuela N°83, "Doña Paula Albarracín de Sarmiento"
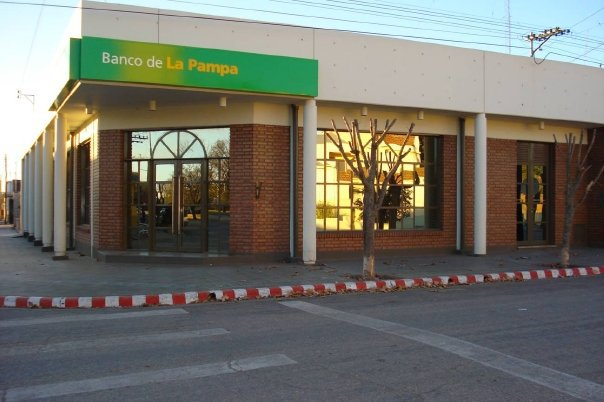
Sucursal del Banco de La Pampa.
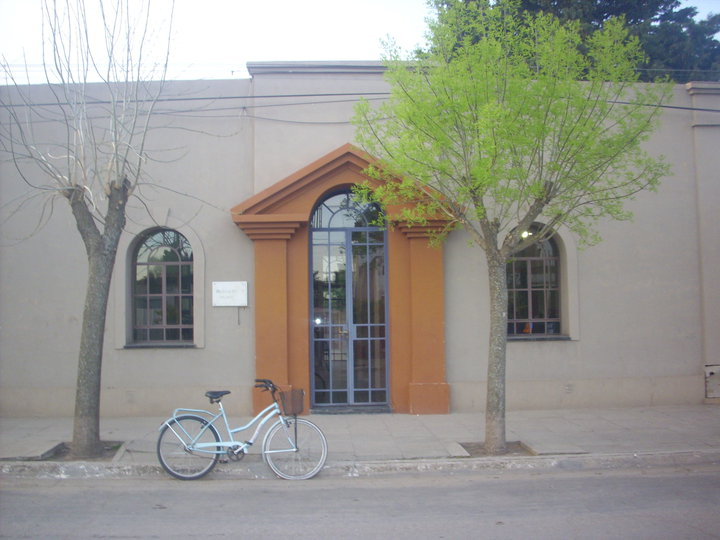
Biblioteca Martín Fierro
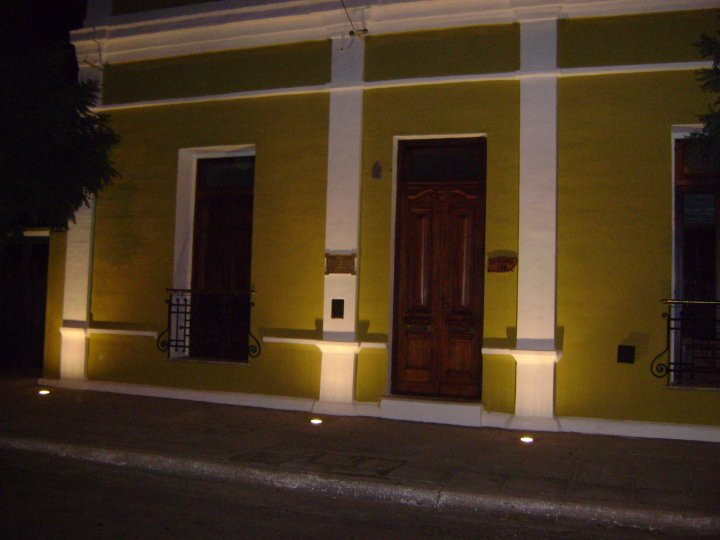
Casa de la Cultura
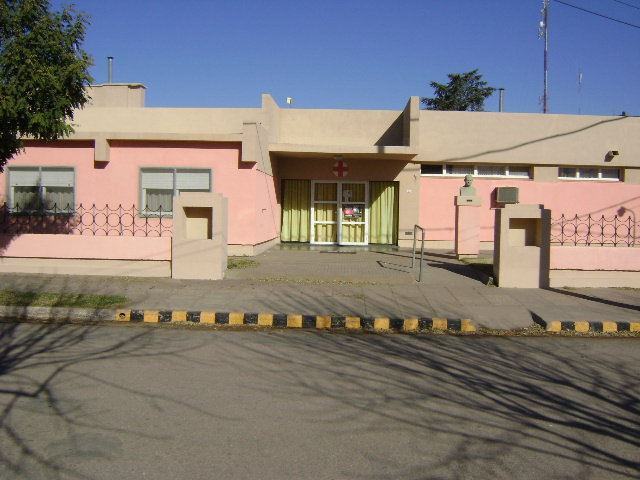
Hospital "Dr. Pedro Novick"
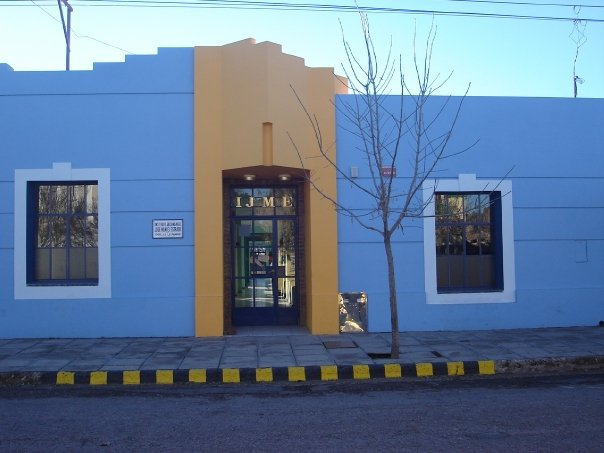
Colegio Secundario "Instituto José Manuel Estrada"